# El Batan (delegación)
El Batan es una delegación de la gobernación de Manouba en Túnez. En abril de 2014 tenía una población censada de 18 977 habitantes.
Se encuentra ubicada al norte del país, cerca la costa del golfo de Túnez (mar Mediterráneo), de la capital del país, la ciudad de Túnez, y del río Meyerda.